# Tréméven (Côtes-d'Armor)
 Tréméven  (en bretón Tremeven-Goueloù) es una población y comuna francesa, situada en la región de Bretaña, departamento de Côtes-d'Armor, en el distrito de Saint-Brieuc y cantón de Lanvollon.

## Demografía
| 342 | 311 | 290 | 247 | 286 | 277 |
| Para los censos de 1962 a 1999 la población legal corresponde a la población sin duplicidades (Fuente: INSEE [Consultar]) |     |     |     |     |     |